# Alina Canziani
Alina Canziani Amico (Lima, 1960) es una escultora peruana considerada como una de las artistas más adelantadas de su generación debido a su planteamiento escultórico audaz y a su proceso creativo. Su obra abarca indagaciones referidas a la persona con la naturaleza y a la persona con su propio cuerpo y su relación con cuerpos ajenos. Su estilo es uno de los que más diversificaron y renovaron la escultura local limeña de los años ochenta.

## Educación
En 1977 ingresó al taller de dibujo de la escultora peruana Cristina Gálvez y al taller de cerámica de Consuelo Aninat. Posteriormente, realizó un viaje a  Europa durante varios meses. En 1978 ingresa a la Escuela de Artes Plásticas de la Pontificia Universidad Católica del Perú (EAPUCP), hoy Facultad de Arte y Diseño. En el año 1980, la artista realiza un viaje por varias ciudades de Europa en donde encuentra que la educación que recibía en la Católica, basada en un paradigma artístico expresionista, le cerraba más puertas creativas de las que abría. Es así que tres años después, en 1981, Canziani se posiciona dentro de nuevas posturas artísticas encabezadas por egresados y estudiantes de la propia EAPUCP. Estas prácticas "anti-académicas",  tienen un carácter de respuesta ante una imposición que cancela e imposibilita la libre exploración de los intereses individuales  en un contexto de aprendizaje artístico, específicamente, a la falta de apertura en la enseñanza de nuevas técnicas asociadas a la práctica escultórica contemporánea. 
Para 1982, Alina Canziani se retiró de la Pontificia Universidad Católica para continuar con un aprendizaje independiente. Entre 1984 y 1985 Canziani y Jorge Izquierdo radicalizaron sus posiciones anti-académicas a partir de exploraciones entre lo natural y orgánico, y de lo natural y artificial.   

## Carrera
En 1982 realizó, por encargo de la Universidad Nacional Agraria La Molina, un busto conmemorativo del escritor José María Arguedas. 
En 1983 trabajó en la Fundición artística "El Cóndor", donde realizó sus primeras esculturas de bronce. Durante ese periodo también empezó con sus primeras prácticas y experimentos con la técnica de la resina y la fibra de vidrio en un local industrial. Además, participó en las colectivas Dibujos en la Galería La Araña y en Arte Correo, convocados por Amnistía Internacional en la casona de la Universidad Nacional Mayor de San Marcos.  
En 1984 expuso en la muestra Arte joven del Perú, en el Banco Industrial del Perú y en la colectiva Otro sí digo, en el Museo de Arte Italiano, aquella muestra fue presentada a modo de protesta frente a la organización de la Asociación Peruana de Artistas Plásticos. 

Al año siguiente (1985), inauguró su primera exposición individual llamada Huellas, en la galería de la Municipalidad de Miraflores. Su segunda muestra ocurrió en 1989 con Esculturas para tocar, y la tercera se llamó Forma y color (1990), que se expuso en el Centro Cultural Juan Parra del Riego, con estas tres exposiciones propias, Canziani dio a conocer su propuesta artística diferenciada. 
"El proceso en su conjunto abarcaría indagaciones en la relación de la persona con la naturaleza (sesgo ecologista) y de la persona con su propio cuerpo y con el del otro, como inicio de un registro de los confines y avatares de la condición humana (observada desde un sesgo erótico con inflexión femenina)."
Otras exposiciones individuales realizadas en 1991 fueron Organismos, en la galería Fórum y Mundo detenido. Exposición Antológica 1982-2006, en la galería Germán Krüger Espantoso del Instituto Cultural Peruano Norteamericano (ICPNA), ambas en Lima.   
Para 1989, expuso en el Segundo salón de pintura y escultura de jóvenes artistas peruanos en el Museo del Banco Central de Reserva del Perú, además tuvo participación en la colectiva Piedra, metal y barro, en la Galería Trapecio y en Color volumen en la Galería L'imaginaire.  
En 1990  presenta Organismos, en la Galería Forum y participa en Artistas jóvenes del Perú, en la Casona de San marcos y en El Desnudo de La Galería. Al año siguiente, realiza un trabajo conjunto con la poeta Carmen Ollé sobre su obra Noches de adrenalina para la muestra El deseo, que fue expuesto en la Municipalidad de Miraflores y luego en la Universidad Nacional de San Agustín, en  Arequipa. Otras de sus actividades fueron la participación en la exposición Arte sobre papel moneda en el Museo de Arte Italiano y en la muestra Tridimensión III en La Galería.  
En 1992 participó de la muestra colectiva Reflexiones que se dio con motivo de la celebración del Quinto Centenario del Descubrimiento de América en la galería Cecilia González.  
Dos años después expuso la muestra colectiva Arte objeto en la Galería Forum y para la muestra Muñecas, en el Mercado de Arte realizó una pieza llamada Venus Doll. También participó en la muestra inaugural de la Galería Obsidiana y en la exposición Pintores y escultores peruanos contemporáneos.  
Mientras que en 1996 expuso en las muestras Lo Sagrado, La casa, nuevos espacios para el arte,  en el Encuentro de arte y en Arte, forma y función, en las galerías del Centro Cultural España, Galería Obsidiana, Museo de Osma y Galería Forum, respectivamente. 
Tres años después formó parte de la muestra Maestros del Carrizo, en esa oportunidad los artistas trabajaron de modo conjunto (interdisciplinario) con artesanos pirotécnicos.  
Para el 2002 dio una participación colectiva en Piedra, metal y barro en la Galería y en Trapecio, en El juego de la escultura en la galería Petroperú y en Los derechos de la mujer, en el Puericultorio Pérez Araníbar.  
Ya a partir del 2003 expuso sus obras en los Festivales de Barranco, en el Museo Pedro de Osma, en las Jornadas Culturales Europeas y en la muestra Mitomaderas de la Galería ARTCO.  
Entre el 2004 y el 2006 expuso en la sala Germán Kruger Espantoso del IPCNA. Primero lo hizo con su obra Aparición en la carretera, que fue incluida en la exposición La generación del 80. Los años de la violencia y luego con la muestra antológica de su obra, Mundo Detenido.   

## Reconocimientos
En 1987, Alina Canziani participó en la II Bienal de Arte de Trujillo, donde se presentó con la obra Aparición en la Carretera, en la cual se aprecia una figura femenina que reposa sobre una tela negra que se extiende sobre el suelo y se proyecta pintada sobre la pared. Esa "poética escena funciona como puesta teatral, a una escala y con una disposición que involucra y envuelve al espectador"
"La pieza resulta enigmática y sugerente, y se abre a múltiples lecturas que parecen referir oblicuamente a una cierta violencia –acaso un eco diferido– de lo que se experimentaba al interior del país en esos años; y a la vez una reflexión sugerente sobre el paisaje y el cuerpo."
Ese mismo año también obtuvo la medalla de plata con la obra Recuerdos de México, en el Primer Salón de Pintura y Escultura de Jóvenes Artistas Peruanos convocado por el Banco Central del Reserva del Perú. 
Al año siguiente, en 1988, participó del concurso Escultura al Aire Libre, convocado por la Galería del Centro Cultural de Miraflores, en donde obtuvo una mención honrosa. 
En 1997 participó de la I Bienal Iberoamericana de Lima en el Salón de Artistas peruanos con la pieza "Siembra". También formó parte de la muestra itinerante llamada Un marco por la tierra, convocada por la galería Cecilia González. Además participó en Estandartes, una exposición que formó parte de los Festivales Internacionales de Lima y de la muestra Incontri II, realizado en el Museo de Arte Italiano. 
En 1998 expuso en la I Bienal Nacional de Lima, en calidad de artista invitada. Allí presentó la instalación "Los durmientes". En  2001 participó en la II edición de la bienal. 
La obra de Canziani ha sido reconocida como una de las más emblemáticas del siglo XX en el campo de la escultura.

## Premios y menciones
- 1987: Medalla de plata. Primer Salón de Pintura y Escultura de Jóvenes Artistas Peruanos, en el Banco Central de Reserva.
- 1988: Mención honrosa. Concurso de Escultura al Aire Libre. Mención Honrosa, Galería del Centro Cultural de Miraflores.
- 1999: Mención Honrosa, CADE, Lima, Perú.
- 2009: Primer Premio y Realización de Monumento a la Selección Peruana de Vóleibol Femenino Medalla de Plata en Seúl 1988. Instalado el 2010 en Javier Prado con Juan de Aliaga. Municipalidad de Magdalena y Telefónica del Perú.